# Hoornsmania
Hoornsmania är ett släkte av svampar. Hoornsmania ingår i familjen Davidiellaceae, ordningen Capnodiales, klassen Dothideomycetes, divisionen sporsäcksvampar och riket svampar.
|             | Hormodendrum                         |
|             |                                      |
|             | Heterosporium                        |
|             |                                      |
|             | Cladosporium                         |
|             |                                      |
|             | Acroconidiella                       |
|             |                                      |
|             | Davidiella                           |
|             |                                      |
|             | Graphiopsis                          |
|             |                                      |
| Hoornsmania | \| \| Hoornsmania pyrina \| \| \| \| |
|             | \| \| Hoornsmania pyrina \| \| \| \| |
|             | Hoornsmania pyrina                   |
|             |                                      |

|  | Hoornsmania pyrina |
|  |                    |